# Uncyclopedia
La Uncyclopedia és la versió paròdica de la Viquipèdia en anglès (tot i que es presenta com a seriosa, acusant l'altra enciclopèdia de plagi. Nascuda el 2005, imita les polítiques i plantilles de la Wikipedia per aportar un toc d'humor. Sovint cita Oscar Wilde com a font de referència per als més grans absurds i presenta com a veritable la informació de la pseudociència o les obres de ficció. Seguint el seu exemple, han sorgit enciclopèdies paròdiques en altres llengües (com La Frikipedia).

## Objectiu
Els fundadors de la Uncyclopedia són Jonathan Huang i un company sense nom conegut com a "Stillwaters". La missió no oficial de la Uncyclopedia és aconseguir el PVS, o Punt de Vista Satíric de la vida (paròdia del PVN).